# Bistum Maroua-Mokolo
Das Bistum Maroua-Mokolo (lat.: Dioecesis Maruanus-Mokolensis) ist eine in Kamerun gelegene römisch-katholische Diözese mit Sitz in Maroua.

## Geschichte
Das Bistum Maroua-Mokolo wurde am 11. März 1968 durch Papst Paul VI. aus Gebietsabtretungen des Bistums Garoua als Apostolische Präfektur Maroua-Mokolo errichtet. Am 29. Januar 1973 wurde die Apostolische Präfektur Maroua-Mokolo durch Paul VI. zum Bistum erhoben und dem Erzbistum Yaoundé als Suffraganbistum unterstellt. Das Bistum Maroua-Mokolo wurde am 18. März 1982 dem Erzbistum Garoua als Suffraganbistum unterstellt.

## Ordinarien

### Apostolische Präfekten von Maroua-Mokolo
- Jacques de Bernon OMI, 1968–1973

### Bischöfe von Maroua-Mokolo
- Jacques de Bernon OMI, 1973–1994
- Philippe Albert Joseph Stevens, 1994–2014
- Bruno Ateba Edo SAC, seit 2014